# Guglia di Marcello

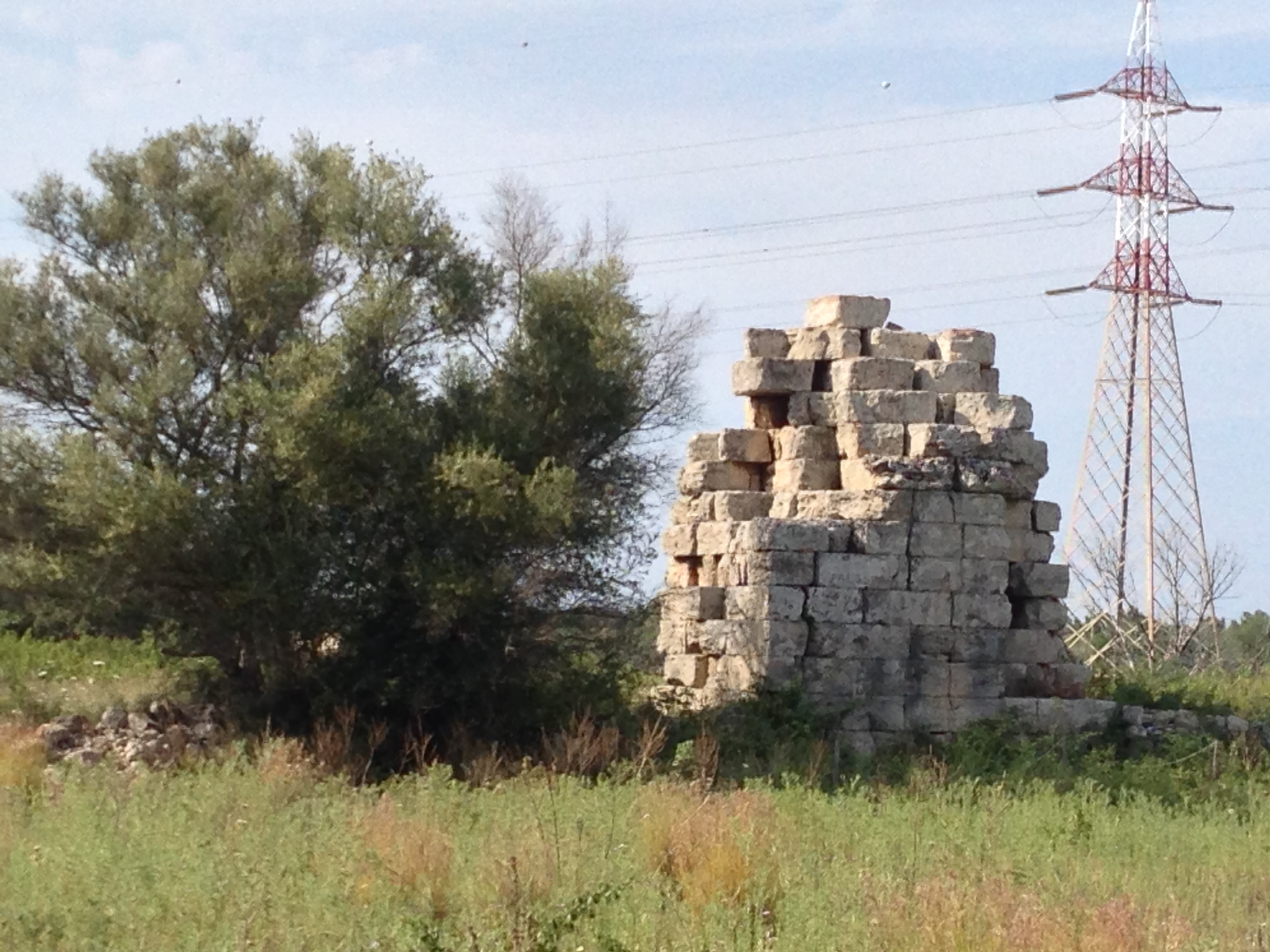
De Guglia di Marcello op Sicilië

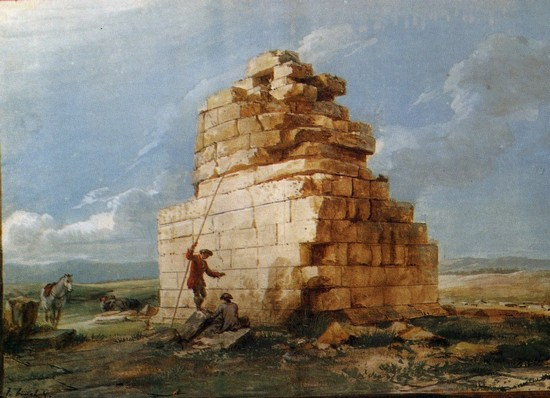
Schilderij door Jean-Pierre Houël, 18e eeuw

De Guglia di Marcello of de Spits van Marcellus is een Romeins bouwwerk op het Italiaans eiland Sicilië.
Het staat op het grondgebied van de gemeente Priolo Gargallo, langs de oude heerweg genaamd Via Pompeia. De Guglia di Marcello bevindt zich in het natuurpark Saline di Priolo.
De Via Pompeia verbond de havens van Messina en Syracuse en volgde de kustlijn. De Romeinen plaveiden deze weg, die al bestond van voor de Romeinse Tijd. De datering van de Guglia di Marcello is tussen de 1e eeuw v.Chr. en de 1e eeuw n.Chr. Dit is ook de datering van de Via Pompeia. 

## Naam
De naam verwijst verkeerdelijk naar consul Marcus Claudius Marcellus I uit de 3e eeuw v.Chr. Marcellus veroverde het opstandige Syracuse ten tijde van Archimedes. Dat de Guglia di Marcello een triomfmonument is, is een bekend verhaal op Sicilië doch wordt niet gesteund door archeologisch onderzoek.

## Beschrijving
De Guglia di Marcello heeft de vorm van een parallellepipedum. Het grondvlak meet 5,62 m x 5,66 m en de hoogte is 4,20 m. Deze is gebouwd, zonder cement, met grote vierkante steenblokken. De ondergrond is rotsgrond. In vroegere tijden was het een piramide doch de top is afgebrokkeld als gevolg van aardbevingen, met name door deze van 1693. In het 18e-eeuws schilderij door Jean-Pierre Houël is te zien dat er destijds een bovenbouw was met een hogere spits.

## Rol
Het meest recent archeologisch onderzoek gaat ervan uit dat het om een grafmonument gaat. Romeinse burgers werden er begraven en reizigers op de Via Pompeia konden hun graf bezichtigen.